# Magyarország a 2012-es junior atlétikai világbajnokságon
Magyarország a spanyolországi Barcelonában megrendezett 2012-es junior atlétikai világbajnokság egyik részt vevő nemzete volt, 22 sportolóval képviseltette magát.

## Érmesek
| Érem      | Versenyző     | Versenyszám   | Dátum      |
| --------- | ------------- | ------------- | ---------- |
| Ezüstérem | Krizsán Xénia | Hétpróba      | július 13. |
| Ezüstérem | Pásztor Bence | Kalapácsvetés | július 14. |

## Eredmények

### Férfi
| Versenyző     | Versenyszám | Előfutam | Előfutam | Előfutam | Elődöntő | Elődöntő | Elődöntő | Döntő    | Döntő    |
| Versenyző     | Versenyszám | Idő      | Hely.    | Össz.    | Idő      | Hely.    | Össz.    | Idő      | Helyezés |
| ------------- | ----------- | -------- | -------- | -------- | -------- | -------- | -------- | -------- | -------- |
| Bartha Dávid  | 400 m       | 48,32    | 7.       | 43.      | kiesett  | kiesett  | kiesett  | kiesett  | kiesett  |
| Tóth Áron     | 10 000 m    |          |          |          |          |          |          | 31:50,25 | 21.      |
| Szűcs Valdó   | 110 m gát   | 14,32    | 5.       | 40.      | kiesett  | kiesett  | kiesett  | kiesett  | kiesett  |
| Gönczöl Máté  | 110 m gát   | 13,89    | 2.       | 16.      | 13,87    | 5.       | 17.      | kiesett  | kiesett  |
| Kővári Tamás  | 400 m gát   | 54,13    | 6.       | 49.      | kiesett  | kiesett  | kiesett  | kiesett  | kiesett  |
| Koroknai Máté | 400 m gát   | 52,16    | 4.       | 16.      | 52,51    | 8.       | 21.      | kiesett  | kiesett  |

| Versenyző           | Versenyszám   | Selejtező | Selejtező | Selejtező | Döntő    | Döntő     |
| Versenyző           | Versenyszám   | Eredmény  | Hely.     | Össz.     | Eredmény | Helyezés  |
| ------------------- | ------------- | --------- | --------- | --------- | -------- | --------- |
| Bakosi Péter        | Magasugrás    | 2,17 m    | 4.        | 5.        | 2,13 m   | 8.        |
| Rakovszky Tibor     | Súlylökés     | 17,79 m   | 15.       | 29.       | kiesett  | kiesett   |
| Szikszai Róbert     | Diszkoszvetés | 56,51 m   | 8.        | 13.       | kiesett  | kiesett   |
| Pásztor Bence       | Kalapácsvetés | 73,33 m   | 3.        | 7.        | 76,74 m  | Ezüstérem |
| Törkey Balázs       | Kalapácsvetés | 69,75 m   | 9.        | 16.       | kiesett  | kiesett   |
| Rivasz-Tóth Norbert | Gerelyhajítás | 69,47 m   | 5.        | 10.       | 66,12 m  | 12.       |

### Női
| Versenyző                                              | Versenyszám     | Előfutam | Előfutam | Előfutam | Elődöntő | Elődöntő | Elődöntő | Döntő   | Döntő    |
| Versenyző                                              | Versenyszám     | Idő      | Hely.    | Össz.    | Idő      | Hely.    | Össz.    | Idő     | Helyezés |
| ------------------------------------------------------ | --------------- | -------- | -------- | -------- | -------- | -------- | -------- | ------- | -------- |
| Kéri Bianka                                            | 400 m           | 54,34    | 3.       | 19.      | 54,68    | 6.       | 20.      | kiesett | kiesett  |
| Kenesei Zsanett                                        | 1500 m          | 4:31,63  | 11.      | 32.      | kiesett  | kiesett  | kiesett  | kiesett | kiesett  |
| Jancsurák Sophie                                       | 100 m gát       | 14,04    | 4.       | 27.      | kiesett  | kiesett  | kiesett  | kiesett | kiesett  |
| Juhász Lilla                                           | 100 m gát       | 13,73    | 4.       | 13.      | 14,14    | 7.       | 21.      | kiesett | kiesett  |
| Zajovics Nóra                                          | 400 m gát       | 1:01,28  | 6.       | 31.      | kiesett  | kiesett  | kiesett  | kiesett | kiesett  |
| Dániel Fanni                                           | 400 m gát       | 1:03,88  | 8.       | 34.      | kiesett  | kiesett  | kiesett  | kiesett | kiesett  |
| Zajovics Nóra Dániel Fanni Kenesei Zsanett Kéri Bianka | 4 × 400 m váltó | 3:48,72  | 8.       | 12.      |          |          |          | kiesett | kiesett  |

| Versenyző        | Versenyszám   | Selejtező                | Selejtező                | Selejtező                | Döntő    | Döntő    |
| Versenyző        | Versenyszám   | Eredmény                 | Hely.                    | Össz.                    | Eredmény | Helyezés |
| ---------------- | ------------- | ------------------------ | ------------------------ | ------------------------ | -------- | -------- |
| Váradi Krisztina | Diszkoszvetés | 51,13 m                  | 4.                       | 8.                       | 51,44 m  | 7.       |
| Gyurátz Réka     | Kalapácsvetés | 60,01 m                  | 5.                       | 10.                      | 60,88 m  | 8.       |
| Fertig Fruzsina  | Kalapácsvetés | érvényes kísérlet nélkül | érvényes kísérlet nélkül | érvényes kísérlet nélkül | kiesett  | kiesett  |

| Versenyző     | Versenyszám | 100 m gát | 100 m gát | Magasugrás | Magasugrás | Súlylökés | Súlylökés | 200 m | 200 m | Távolugrás | Távolugrás | Gerelyhajítás | Gerelyhajítás | 800 m   | 800 m | Végeredmény | Végeredmény |
| Versenyző     | Versenyszám | Idő       | Pont      | Eredmény   | Pont       | Eredmény  | Pont      | Idő   | Pont  | Eredmény   | Pont       | Eredmény      | Pont          | Idő     | Pont  | Pont        | Helyezés    |
| ------------- | ----------- | --------- | --------- | ---------- | ---------- | --------- | --------- | ----- | ----- | ---------- | ---------- | ------------- | ------------- | ------- | ----- | ----------- | ----------- |
| Krizsán Xénia | Hétpróba    | 14,25     | 943       | 1,78 m     | 953        | 12,76 m   | 711       | 25,83 | 812   | 5,94 m     | 831        | 48,40 m       | 829           | 2:16,08 | 878   | 5957        | Ezüstérem   |